# Cansgang
De Cansgang is een doodlopend gangetje in de Belgische stad Leuven. De naam verwijst naar de familie Cans, die eigenaar was van het grondstuk, voordat het werd opgedeeld in kleinere woningen.